# Marie Spångberg
Helga Marie Mathilde Sofie Spångberg, född den 23 november 1865 i Kristiania (nuvarande Oslo), död den 23 november 1942 i Aker, var Norges första kvinnliga läkare.
Spångberg avlade medicinsk examen vid Det Kongelige Frederiks Universitet (nuvarande Universitetet i Oslo) 1893. Efter det vidareutbildade hon sig i gynekologi i Tyskland. År 1895 etablerade hon egen läkarmottagning i Kristiania.